# Entomoneidaceae
Famille
Les Entomoneidaceae sont une famille d'algues de l'embranchement des Bacillariophyta (Diatomées), de la classe des Bacillariophyceae et de l’ordre des Surirellales.

## Étymologie
Le nom de la famille vient du genre type Entomoneis, composé du préfixe entom-, « couper ; insecte (animal découpé en trois parties) », du grec ἔντομον / éntomon, découpé, et du suffixe -neis, bateau, littéralement « bateau découpé », en référence à la forme des frustules de cette diatomée, laquelle, étant rétrécie en son milieu, semble coupée en deux parties.

## Liste des taxons de rang inférieur
Liste des genres selon AlgaeBase (13 juin 2022) :
- Entomoneis Ehrenberg, 1845
- Platichthys Lange-Bertalot, Kulikovskiy, Witkowski, Seddon & Kociolek, 2015

## Systématique
Le nom correct complet (avec auteur) de ce taxon est Entomoneidaceae Reimer, 1975.

## Publication originale
- Patrick, R. & Reimer, C.W. (1975). The diatoms of the United States exclusive of Alaska and Hawaii. Vol. 2, Part 1. Entomoneidaceae, Cymbellaceae, Gomphonemaceae, Epithemiaceae. pp. [i]-ix, [1]-213, 28 pls. Philadelphie, The Academy of Natural Sciences of Philadelphia.